# سلفيا روفئيل
سيلفيا رافائيل شجودت (1 أبريل 1937 - 9 فبراير 2005) كانت عميلة للموساد الإسرائيلي من جنوب أفريقيا، أدينت بالقتل لتورطها في قضية ليلهامر في النرويج ومشاركتها بقتل أحمد بوشيقي.

## حياتها
ولدت سيلفيا في جراف رينيت في جنوب أفريقيا لأب يهودي وأم مسيحية. لكنها نشأت كمسيحية. هاجرت إلى إسرائيل في عام 1963 بعد أن شهدت حادثة معادية للسامية في بلدها الأصلي. عاشت في كيبوتس وعملت بعد ذلك كمعلمة قبل أن تنتقل إلى تل أبيب، حيث تم تجنيدها من قبل الموساد، وأرسلت إلى فرنسا تحت ستار صحافية مستقلة بجواز سفر كندي مزور وانتحلت شخصية باتريشيا روكسبيرج.

## قضية ليلهامر
عقب اغتيال عناصر الموساد لأحمد بوشيقي في ليلهامر، النرويج في 21 يوليو 1973، وهو نادل من أصل جزائري (كان يحمل جواز سفر مغربي) أُلقي القبض على روفئيل وادينت بالقتل واستخدام وثائق مزورة وحكم عليها بالسجن خمس سنوات ونصف ولكن أطلق سراحها بعد قضاء 15 شهرا وتم ترحيلها إلى إسرائيل في مايو عام 1975.
بعد الإفراج عنها، تزوجت من آنيوس شجودت [الإنجليزية] وهو المحامي الذي كان يدافع عنها أمام القضاء النروجي، وفي عام 1992 عادت إلى مسقط راسها مع زوجها المحامي أنوس شودت واستقرت في جنوب أفريقيا.

## وفاتها
توفيت في فبراير 2005، عن عمر يناهز 67 عامًا، بسبب مرض السرطان. ودُفنت في مقبرة رمات هكوفيش.